# Trebur
Trebur è un comune tedesco di 13 196 abitanti,, situato nel land dell'Assia.